# Moritzburger Land
Als Moritzburger Land wird die Gegend nordwestlich der sächsischen Landeshauptstadt Dresden bezeichnet. Es erstreckt sich im Wesentlichen auf Gebieten der Gemeinde Moritzburg. Es ist besonders für das prunkvolle Jagdschloss bekannt.

## Geographie
Laut der naturräumlichen Gliederung Sachsens nach Meynen, ist das Moritzburger Land Teil des Westlausitzer Hügel- u. Berglandes, gelegen rechts der Elbe auf der Lausitzer Platte. Somit kann man es zum Sächsischen Hügelland dazuzählen.
Das Moritzburger Land liegt weitgehend auf Höhen von 150 bis 200 m ü. NN. Im äußersten Süden steigt es in der Wahnsdorfer Kuppe im Radebeuler Stadtteil Wahnsdorf auf 246 m ü. NN an. Hier, im Bereich der Lausitzer Verwerfung, fällt das Gelände steil an den Hängen der Lößnitz in den Elbtalkessel ab. Südöstlich benachbart ist die Junge Heide, nach Osten hin geht das Moritzburger Land bei Radeburg ins Radeberger Land über.
Das Moritzburger Land vereint folgende kleinere Landschaften:
- der Friedewald mit den Moritzburger Teichen, auch Friedewald und Moritzburger Teichgebiet

- die in Mitteleuropa einmalige Moritzburger Kleinkuppenlandschaft

- das Wilschdorf-Rähnitzer Sandhügelland

- der Naturraum Wahnsdorfer Höhen.

Folgende Ortsteile liegen im Moritzburger Land:
- Landeshauptstadt Dresden:
  - Marsdorf
  - Rähnitz
  - Wilschdorf
- Gemeinde Moritzburg:
  - Auer
  - Boxdorf
  - Friedewald mit Buchholz und Dippelsdorf
  - Moritzburg mit Eisenberg
  - Reichenberg
  - Steinbach
- Große Kreisstadt Radebeul:
  - Wahnsdorf
- Stadt Radeburg:
  - Bärnsdorf
  - Bärwalde
  - Berbisdorf
  - Cunnertswalde
  - Volkersdorf
- Gemeinde Weinböhla:
  - Neuer Anbau

## Kultur und Sehenswürdigkeiten

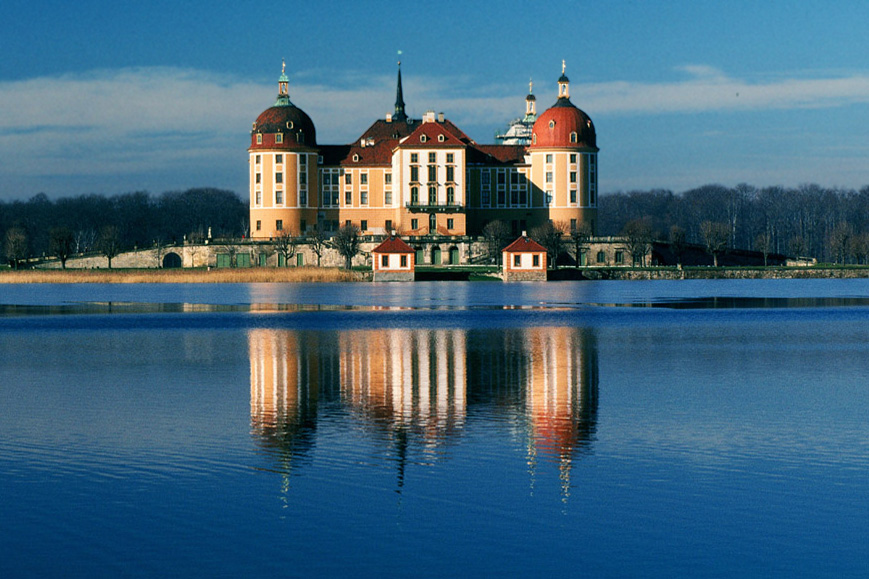
Schloss Moritzburg von Osten gesehen

### Bauwerke
Bekannteste Sehenswürdigkeit im Moritzburger Land ist das Jagdschloss Moritzburg.